# Австрийско-итальянские отношения
Австрийско-итальянские отношения — двусторонние дипломатические отношения между Австрией и Италией. Протяжённость государственной границы между странами составляет 404 км.

## История
В Средние века Австрия оказывала большое влияние на итальянские государства, особенно на те, что располагались в северной части современной страны. Известные итальянские деятели культуры: Сантино Солари, Мартино Альтомонте, Джованни Зукалли жили и работали в Австрии.
В эпоху Наполеоновских войн Северная Италия многократно становилась театром военных действий между французскими и австрийскими армиями (Итальянская кампания 1796—1797 гг., Итальянский поход Суворова 1799 г., Вторая Итальянская кампания 1800 г.). В результате Наполеоновских побед в Северной Италии образовались государства-сателлиты Франции (Лигурийская республика, Циспаданская республика, Транспаданская республика, Цизальпинская республика, Итальянская республика, а затем и Королевство Италия, королем которого был сам Наполеон). Эти государства, а также и другие зависимые от Наполеона итальянские государства, проводили враждебную по отношению к Австрии политику.
После поражения Наполеона и состоявшегося Венского конгресса Ломбардо-Венецианское королевство (в состав которого входили в том числе Венеция и Милан), руководствуясь итальянским национализмом, выступило против интересов Австрийской империи, что привело к трём войнам между ними, в которых победили итальянские войска и началось постепенное формирование единого итальянского государства.
На протяжении всех 1870-х годов сохранялась напряжённость между странами, так как австрийцы сохранили контроль над населёнными итальянцами территориями: провинцией Тренто и полуострова Истрия. Итальянский национализм угрожал австрийской территориальной целостности, поэтому австрийцы активно занимались укреплением границы с Италией. В 1876 году Альбрехт Австрийский, герцог Тешенский выступал за превентивный военный удар по Италии.
В 1882 году был создан Тройственный союз, куда вошли Австро-Венгрия, Германская империя и Италия, но между австрийцами и итальянцами сохранилась напряжённость в отношениях. Улучшение отношений Италии с Францией, итальянские интересы на Балканах и проявление национализма внутри населённых итальянцами районов Австро-Венгрии негативно воспринимались Веной. Австрийские генералы не верили в приверженность Италии Тройственному союзу и были готовы к началу военного противостояния с этой страной. Взаимные подозрения привели к усилению границы, в прессе начались спекуляции о том, что между двумя странами в ближайшее время начнется война. В 1911 году австро-венгерский военачальник Франц Конрад фон Хётцендорф заявил, что ожидает нападения Италии на Австрию. Во время Первой мировой войны Италия вышла из Тройственного союза и объявила войну Австро-Венгрии. В результате победы в войне Италия смогла вернуть себе некоторые территории, ранее захваченные у неё Австро-Венгрией.
В настоящее время обе страны являются полноправными членами Организации экономического сотрудничества и развития и Европейского союза. 5 июня 2018 года министр внутренних дел Австрии Герберт Кикль заявил, что Италию и Австрию связывают союзнические отношения.